# Heptacarus plumosus
Heptacarus plumosus är en kvalsterart som först beskrevs av Hammer 1973.  Heptacarus plumosus ingår i släktet Heptacarus och familjen Lohmanniidae. Inga underarter finns listade i Catalogue of Life.